# Стелс-вирус
Стелс-вирус (англ. stealth virus — вирус-невидимка) — вирус, который полностью или частично скрывает своё присутствие в системе путём перехвата обращений к операционной системе, осуществляющих чтение, запись, чтение дополнительной информации о зараженных объектах (загрузочных секторах, элементах файловой системы, памяти и т. д.).

## Виды Stealth-вирусов
Загрузочный вирус перехватывает функцию ОС, предназначенную для посекторного доступа к дискам, с целью «показать» пользователю или программе-антивирусу оригинальное содержимое сектора до заражения.
Файловый вирус перехватывает функции чтения/установки позиции в файле, чтения/записи в файл, чтения каталога и т. д., чтобы скрыть увеличение размера зараженных программ; перехватывает функции чтения/записи/отображения файла в память, чтобы скрыть факт изменения файла.
Макровирусы. Реализовать стелс-алгоритм в макровирусах достаточно просто, нужно запретить вызов меню File/Templase или Tools/Macro, достичь этого можно удалением пунктов меню из списка либо их подменой на макросы File Templase и Tools Macro. Также стелс-вирусами можно назвать макровирусы, которые свой основной код хранят не в самом макросе, а в других областях документа.
К известным Stealth-вирусам относятся такие вирусы, как Virus.DOS.Stealth.551, Exploit.Macro.Stealth, Exploit.MSWord.Stealth, Brain, Fish#6.
Одним из первых стелс-вирусов принято считать RCE-04096, который был разработан в Израиле в конце 1989 г. Название «Frodo» указывает на наличие бут-сектора вируса в своем коде, хотя он не записывает своё тело в бут-сектор.

## Способы борьбы со Stealth-вирусами
Для поиска stealth-вирусов рекомендуется осуществить загрузку системы с гибкого диска и провести удаление вирусных программ.
Антивирусы-полифаги эффективны в борьбе с уже известными вирусами, чьи методы поведения уже знакомы разработчикам и есть в базе программы. Если вирус неизвестен, то он останется незамеченным. Главное в борьбе с вирусами — как можно чаще обновлять версии программы и вирусные базы.